# Tartu Ülikool (vrouwenbasketbal)
Tartu Ülikool is de oudste damesbasketbalclub van Estland en komt uit Tartu. Ze is verbonden met de Universiteit van Tartu.
Aangezien de formatie van "USK" altijd de sportclub van de Universiteit van Tartu heeft vertegenwoordigd, was het een van de sterkste clubs van de Sovjet-Unie in de jaren vijftig. Sinds 1951 begon het team op te treden in de Premjer-Liga, waar het tot 1957 een stabiele middenmoter was, die permanent op de 6e plaats stond. Het meest onverwachte was het succes in 1957, toen de basketbalspeelsters van Tartu de zilveren medaille wonnen. Dit herhaalde de club in 1958 en 1960. In de tussenpozen van deze successen werd "USK" onder de vlag van de Estse SSR de winnaar van de tweede prijs van de Spartakiade van de volkeren van de USSR in 1959. In 1961 haalde "USK" de halve finale om de FIBA Women's European Champions Cup. Ze verloren van TTT Riga uit de Sovjet-Unie met 90-128 over twee wedstrijden.
In 1990 trok het team zich terug uit de deelnemers aan het kampioenschap van de USSR en begon te spelen om het kampioenschap van Estland. In deze periode won "Tartu Ülikool" een keer de "zilveren" prijs en zes keer "brons".

## Erelijst
- Landskampioen Sovjet-Unie:
  - Tweede: 1957, 1958, 1960

- Landskampioen Estland:
  - Tweede: 2011
  - Derde: 1992, 2007, 2009, 2015, 2016, 2017

## Bekende (oud)-spelers
- - Maret-Mai Otsa-Višnjova
- - Ene-Lille Kitsing-Jaanson
- - Aime Kraus-Tobi
- -- Valentina Kullam
- - Valve Lüütsepp-Kaasik
- - Aino Värk-Hein